# Cornfields
Cornfields – jednostka osadnicza w Stanach Zjednoczonych, w stanie Arizona, w hrabstwie Apache.